# 建国街道 (哈尔滨市)
建国街道是中国黑龙江省哈尔滨市道里区下辖的一个街道。

## 行政区划
建国街道下辖7个社区：建河社区、通达社区、建国公园社区、河广社区、松源社区、建议社区、钢铁社区。